# Đài Tiếng nói Nhân dân Thành phố Hồ Chí Minh
Đài Tiếng nói Nhân dân Thành phố Hồ Chí Minh, ngắn gọn hơn là Đài Tiếng nói Thành phố Hồ Chí Minh, là đài phát thanh của Thành phố Hồ Chí Minh và trực thuộc Ủy ban nhân dân Thành phố Hồ Chí Minh, có nhiệm vụ thông tin, tuyên truyền đường lối, chính sách của Ủy ban nhân dân Thành phố Hồ Chí Minh, góp phần giáo dục, nâng cao dân trí, phục vụ đời sống tinh thần của nhân dân Thành phố Hồ Chí Minh và vùng phụ cận.
Hiện nay, Đài Tiếng nói Nhân dân Thành phố Hồ Chí Minh có hai loại hình báo chí: phát thanh và báo điện tử. Trụ sở chính của Đài đặt tại số 03, đường Nguyễn Đình Chiểu, phường Sài Gòn.

## Lịch sử hình thành
Đài Tiếng nói nhân dân Thành phố Hồ Chí Minh VOH là đài phát thanh chuyên biệt duy nhất tại Việt Nam theo đề án Quy hoạch báo chí của Bộ Chính trị và Chính phủ.
Đài Tiếng nói nhân dân TPHCM VOH có nhiệm vụ thông tin, tuyên truyền đường lối, chính sách của Đảng, pháp luật nhà nước, góp phần giáo dục, nâng cao dân trí, phục vụ đời sống tinh thần của nhân dân Thành phố Hồ Chí Minh và các vùng lân cận.
Ngày 30/4/1975, Chính quyền Việt Nam Cộng Hoà thất thủ, Tổng thống Dương Văn Minh tuyên bố đầu hàng vô điều kiện trên Đài Phát thanh Sài Gòn, miền Nam được giải phóng, đất nước độc lập thống nhất. Một số cán bộ, nhân viên Đài Phát thanh Giải phóng từ chiến khu Tây Ninh đã về tiếp quản Đài Phát thanh Sài Gòn và chính thức phát sóng ngày 1/5/1975 với tên gọi Đài Phát thanh Sài Gòn Giải phóng thuộc Uỷ ban Quân quản Sài Gòn - Gia Định lãnh đạo.
Năm 1976 - ngay sau khi TP Sài Gòn chính thức mang tên Thành phố Hồ Chí Minh, ngày 1/9/1976, theo quyết định của Uỷ ban nhân dân TPHCM Đài chính thức mang tên Đài Tiếng nói nhân dân TPHCM.
Trụ sở chính của Đài Tiếng nói nhân dân TPHCM đặt tại số 03 Nguyễn Đình Chiểu, phường Đa Kao, Quận 1.
Đài có hệ thống phát sóng đặt tại số 118/12, đường Man Thiện, khu phố 5, phường Tăng Nhơn Phú A, thành phố Thủ Đức, TP. Hồ Chí Minh.
Đài VOH có 4 kênh phát thanh AM610KHz, FM99.9MHz, FM95.6MHz, FM87.7MHz và Trang tin voh.com.vn, App VOH online và hệ voh Digital tích hợp trên các trang mạng xã hội: Facebook, YouTube, TikTok..
- Khi thành lập 01/5/1975, Đài phát thanh trên 5 tần số: 9620KHz, 7175 KHz, 6165KHz, 4877KHz và 870KHz. Sau 01/9/1976, Đài phát thanh trên tần số AM820KHz và FM103MHz. Đến những năm thập niên 1980-1990 Đài phát thanh trên kênh AM610KHz và AM855KHz.
- Ngày 01/9/1997 Đài phát thêm kênh FM99.9MHz và ngừng phát sóng kênh AM855KHz.

• Ngày 24/4/2003 Đài chính thức ra mắt Trang tin điện tử radiohcm.org.vn; sau đó đổi thành voh.com.vn và radiohcm.vn sử dụng cho đến nay
• Từ năm 2009, Đài đưa vào sử dụng trạm phát sóng ở tỉnh Sóc Trăng, nâng cao chất lượng phát sóng phục vụ người dân ở các tỉnh Đồng bằng sông Cửu Long trên tần số FM103.2MHz.
• Năm 2010 Đài phát thanh thêm kênh FM95.6MHz
• Năm 2017 Đài phát thêm kênh phát thanh FM87.7MHz
• Hiện nay Đài có hàng trăm chương trình phát thanh trên 4 kênh, tổng thời lượng 80 giờ/ngày.

## Nhạc hiệu và lời xướng
Buổi phát sóng đầu mỗi ngày, các kênh phát nhạc hiệu của Đài là một đoạn nhạc không lời được phối âm lại từ bài hát Đất nước trọn niềm vui của nhạc sĩ Hoàng Hà, được dùng từ 23/9/2010 cho đến nay, được lồng câu giới thiệu về tên gọi và  các kênh phát sóng của Đài được gọi là lời xướng do các phát thanh viên đọc. Trước đó, đài hiệu của VOH sử dụng ca khúc Tiến về Sài Gòn của nhạc sĩ Lưu Hữu Phước khi thời kỳ đài chỉ phát 2 kênh: AM610 KHz và FM99,9 MHz
* Lời xướng từ 1/9/1976 - 22/9/2010 : sử dụng nhạc hiệu là ca khúc Tiến về Sài Gòn của nhạc sĩ Lưu Hữu Phước.
Lời xướng dùng từ 1/9/1976 - 1997[9]:
“Đây là Đài Tiếng nói Nhân dân Thành phố Hồ Chí Minh, phát trên hai làn sóng: 365m, tức 820 kHz, và 103,0 MHz.”
Lời xướng dùng từ 1/9/1976 - 1997:
| “ | Đây là Đài Tiếng nói Nhân dân Thành phố Hồ Chí Minh, phát trên hai làn sóng: 365m, tức là 820 kHz, và 103,0 MHz. | ” |

Lời xướng dùng từ 1997 - 22/9/2010:
| “ | Đây là Đài Tiếng nói Nhân dân Thành phố Hồ Chí Minh, phát trên hai làn sóng: 491m, tức 610 Khz, và 99,9 Mhz. | ” |

- Lời xướng từ 23/9/2010 - nay : sử dụng nhạc hiệu là ca khúc Đất nước trọn niềm vui của nhạc sĩ Hoàng Hà.

Lời xướng dùng từ 23/9/2010 - 13/1/2023:
| “ | Đây là Đài Tiếng nói Nhân dân Thành phố Hồ Chí Minh, phát trên ba làn sóng: 610 Khz, 99,9 Mhz và 95,6 Mhz. | ” |

Lời xướng dùng từ 1/12/2019 - 13/1/2023:
| “ | Radio 87,7 MHz, Đài Tiếng nói Nhân dân Thành phố Hồ Chí Minh VOH. | ” |

Lời xướng các chương trình thời sự:
| “ | Chương trình thời sự, đài Tiếng nói Nhân dân Thành phố Hồ Chí Minh. | ” |

Lời xướng tiếng Anh:
| “ | This is the People's Voice of Ho Chi Minh City. | ” |

Lời xướng tiếng Quảng Đông và tiếng Bắc Kinh:
| “ | 这是胡志明市人民的声音. | ” |

Lời xướng tiếng Pháp:
| “ | C'est la voix du peuple de Ho Chi Minh-Ville | ” |

Lời xướng tiếng Khmer:
| “ | នេះជាសំឡេងប្រជាជនទីក្រុងហូជីមិញ | ” |

Lời xướng tiếng Chăm:
| “ | Ini adalah Suara Rakyat Kota Ho Chi Minh | ” |

- Từ 14/1/2023, giai điệu có một chút thay đổi nhưng vẫn sử dụng nhạc hiệu là ca khúc Đất nước trọn niềm vui của nhạc sĩ Hoàng Hà:

Lời xướng dùng từ 14/1/2023 - nay
| “ | Đây là Đài Tiếng nói Nhân dân Thành phố Hồ Chí Minh, phát trên bốn làn sóng: 610 Khz, 99,9 Mhz, 95,6 Mhz, 87,7 MHz, phát trực tuyến trên website voh.com.vn. | ” |

Lời xướng trong tương lai sau khi đài này số hóa phát thanh mặt đất :
| “ | Đây là Đài Tiếng nói Nhân dân Thành phố Hồ Chí Minh. | ” |

## Giải thưởng và thành tựu
Ngoài những Huân chương cao quý được nhà nước trao tặng cho những thành tích nổi bật xuất sắc, nhiều chương trình phát thanh của radio VOH có đời sống bất hủ trên sóng phát thanh, có độ lan tỏa rộng, tiếp cận cùng cộng đồng bên ngoài làn sóng.
*Giải thưởng Cải lương danh giá “Bông Lúa Vàng” 30 năm phát sóng (từ năm 1993) đã trở thành bệ phóng nghề nghiệp cho nhiều thế hệ nghệ sĩ cải lương, bảo tồn và phát triển bộ môn nghệ thuật cải lương, góp phần quan trọng để Đờn ca tài tử Nam bộ được Unesco vinh danh là Di sản văn hóa phi vật thể nhân loại.
*Giải thưởng âm nhạc Top Ten Làn Sóng Xanh (từ năm 1997) hơn 25 năm đồng hành với đời sống âm nhạc Việt được giới nhạc sĩ, ca sĩ và thị trường âm nhạc đánh giá là bảng xếp hạng âm nhạc uy tín.
*Cuộc đua xe đạp truyền thống Nam Kỳ Khởi Nghĩa Tranh Cúp Phát thanh VOH với 30 năm hình thành phát triển (từ năm 1993) là Cuộc đua xe đạp chuyên nghiệp duy nhất tại Việt Nam 2 lần tổ chức thành công đường đua 3 nước Đông Dương Việt Nam - Lào - Campuchia.
*Chương trình Bạn hữu Đường xa (năm 2009) đã tạo hiệu ứng mạnh thay đổi văn hóa giao thông trong cộng đồng những người Lái xe, nhất là đội ngũ Bác tài chuyên nghiệp. Bạn hữu đường xa trở thành "Người bạn tinh thần" đồng hành với cộng đồng Lái xe tạo dựng văn hóa giao thông, Tôn vinh nghề Bác tài, làm cầu nối nghề nghiệp gắn kết tình bằng hữu với nhiều hoạt động cộng đồng hữu dụng.
*Chương trình phát thanh Sát cánh cùng Gia đình Việt (năm 2009) là chương trình phát thanh từ thiện xã hội duy nhất tại Việt Nam đạt kỷ lục về hiệu quả với hàng trăm tỷ đồng huy động từ cộng đồng để chung tay xoa dịu nỗi đau những thân phận nghèo khó, yếm thế, mang lại cơ hội sống, hòa nhập và vươn lên của hàng ngàn con người và nhiều vùng đất tưởng chừng như không thể.
*Giải thưởng Thành tựu Y khoa Việt Nam của VOH (năm 2020) là Giải thưởng danh giá duy nhất tại Việt Nam vinh danh những công trình y học có giá trị chăm sóc sức khỏe cộng đồng được ngành Y tế và dư luận đánh giá cao.